# 아시아-유럽 재단
아시아-유럽 재단(Asia–Europe Foundation, ASEF)은 싱가포르에 위치한 정부간 비영리 단체이다. 1997년 설립된 아시아·유럽 정상회의(ASEM)의 유일한 기관이다. 지적, 문화적, 인적 교류를 통해 아시아와 유럽 국민 간의 상호 이해와 협력을 증진하는 것을 목적으로 한다.
ASEF는 매년 아시아와 유럽에서 100개 이상의 파트너 조직과 함께 주로 컨퍼런스, 세미나, 워크숍 등 약 20개의 프로젝트를 진행한다. 매년 1,000명 이상의 아시아인과 유럽인이 활동에 적극적으로 참여하고 있으며 네트워크, 웹 포털, 출판물, 강의 및 전시회를 통해 훨씬 더 많은 청중에게 다가간다.

## 같이 보기
- 아시아·유럽 정상회의